# Barrancones
Barrancones är en ort i Mexiko.   Den ligger i kommunen Matías Romero Avendaño och delstaten Oaxaca, i den sydöstra delen av landet, 500 km sydost om huvudstaden Mexico City. Barrancones ligger 245 meter över havet och antalet invånare är 144.
Terrängen runt Barrancones är platt åt sydost, men åt nordväst är den kuperad. Runt Barrancones är det ganska tätbefolkat, med 86 invånare per kvadratkilometer. Närmaste större samhälle är Matías Romero, 4,4 km norr om Barrancones. Omgivningarna runt Barrancones är en mosaik av jordbruksmark och naturlig växtlighet.